# Angus Glover
Angus Jack Glover (Wollongong, 8 settembre 1998) è un cestista australiano.

## Palmarès
- Campionato australiano: 2

Sydney Kings: 2021-22, 2022-23